# Liste der Kulturdenkmäler in Mörfelden-Walldorf
Die folgende Liste enthält die in der Denkmaltopographie ausgewiesenen Kulturdenkmäler auf dem Gebiet  der  Stadt Mörfelden-Walldorf, Landkreis Groß-Gerau, Hessen.
Hinweis: Die Reihenfolge der Denkmäler in dieser Liste orientiert sich zunächst an Stadtteilen und anschließend der Anschrift, alternativ ist sie auch nach der Bezeichnung oder der Bauzeit sortierbar.
Kulturdenkmäler werden fortlaufend im Denkmalverzeichnis des Landes Hessen durch das Landesamt für Denkmalpflege Hessen auf Basis des Hessischen Denkmalschutzgesetzes (HDSchG) geführt. Die Schutzwürdigkeit eines Kulturdenkmals hängt nicht von der Eintragung in das Denkmalverzeichnis des Landes Hessen oder der Veröffentlichung in der Denkmaltopographie ab.

Die Liste der Kulturdenkmäler in Mörfelden-Walldorf enthält alle Kulturdenkmäler in Mörfelden-Walldorf.

## Legende
- Bezeichnung: Nennt den Namen, die Bezeichnung oder die Art des Kulturdenkmals.
- Lage: Nennt den Straßennamen und wenn vorhanden die Hausnummer des Kulturdenkmals. Die Grundsortierung der Liste erfolgt nach dieser Adresse. Der Link „Karte“ führt zu verschiedenen Kartendarstellungen und nennt die Koordinaten des Kulturdenkmals.
- Beschreibung: Nennt bauliche und geschichtliche Einzelheiten des Kulturdenkmals, vorzugsweise die Denkmaleigenschaften.
- Bauzeit: Gibt die Datierung an; das Jahr der Fertigstellung bzw. den Zeitraum der Errichtung. Eine Sortierung nach Jahr ist möglich.
- Objekt-Nr: Gibt, sofern vorhanden, die vom Landesamt für Denkmalpflege vergebene Objekt-ID des Kulturdenkmals an.

## Mörfelden

### Gesamtanlage Mörfelden
| Bild           | Bezeichnung         | Lage | Beschreibung | Bauzeit | Daten |
| -------------- | ------------------- | --- | --- | ------- | ----- |
|                |                     | Kirchgasse 6, 8, 10, 12, 14, 16, 18, 5, 7, 11, 13; Langgasse 17, 19, 21, 23, 25, 27, 31, 33, 37, 20, 22, 24, 30, 32, 34, 36, 38, 40; Mittelgasse 9, 11, 13; Zwerggasse 1 Lage | Kirchgasse 6, 8, 10, 12, 14, 16, 18, 5, 7, 11, 13; Langgasse 17, 19, 21, 23, 25, 27, 31, 33, 37, 20, 22, 24, 30, 32, 34, 36, 38, 40; Mittelgasse 9, 11, 13; Zwerggasse 1 |         |       |
|                |                     | Kirchgasse 7 Lage | Ehemaliges „Tagelöhnerhaus“, Schusterhaus | 1820    |       |
|                |                     | Kirchgasse 8 Lage | |         |       |
|                |                     | Kirchgasse 13 Lage | ehemalige Scheune des Hauses Langgasse 19 |         |       |
| weitere Bilder |                     | Langgasse 17 Lage | |         |       |
|                |                     | Langgasse 19 Lage | |         |       |
|                |                     | Langgasse 20 Lage | |         |       |
|                |                     | Langgasse 22 Lage | |         |       |
| weitere Bilder |                     | Langgasse 25 Lage | |         |       |
| weitere Bilder | Evangelische Kirche | Langgasse 31 Lage | |         |       |
|                |                     | Langgasse 34 Lage | |         |       |
|                |                     | Langgasse 35 Lage | |         |       |
|                |                     | Langgasse 36 Lage | |         |       |
|                |                     | Mittelgasse 9 Lage | |         |       |
|                |                     | Mittelgasse 13 Lage | |         |       |

Denkmäler der Gesamtanlage Mörfelden ohne eigenen Eintrag in der Topographie
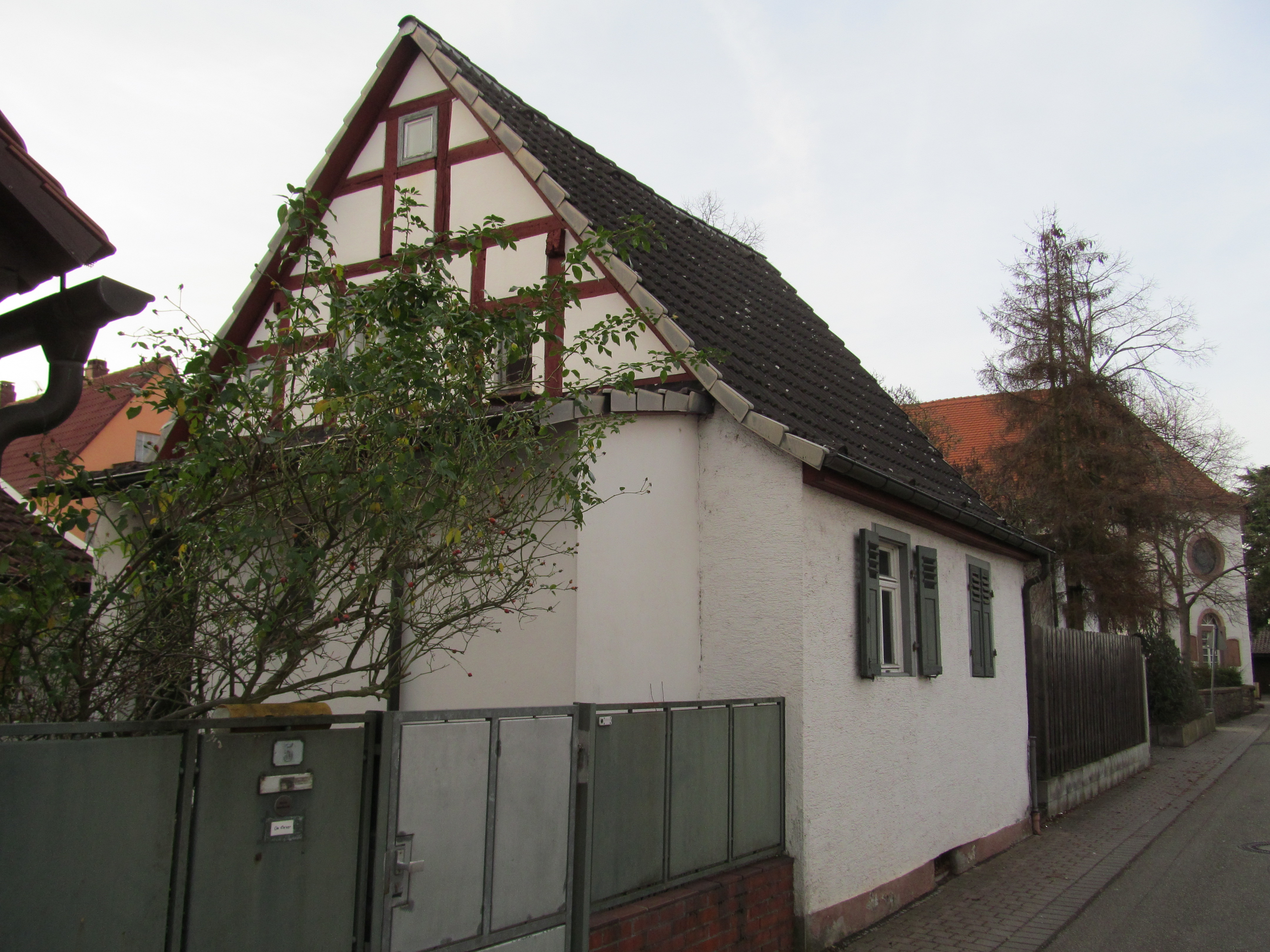
Kirchgasse 5
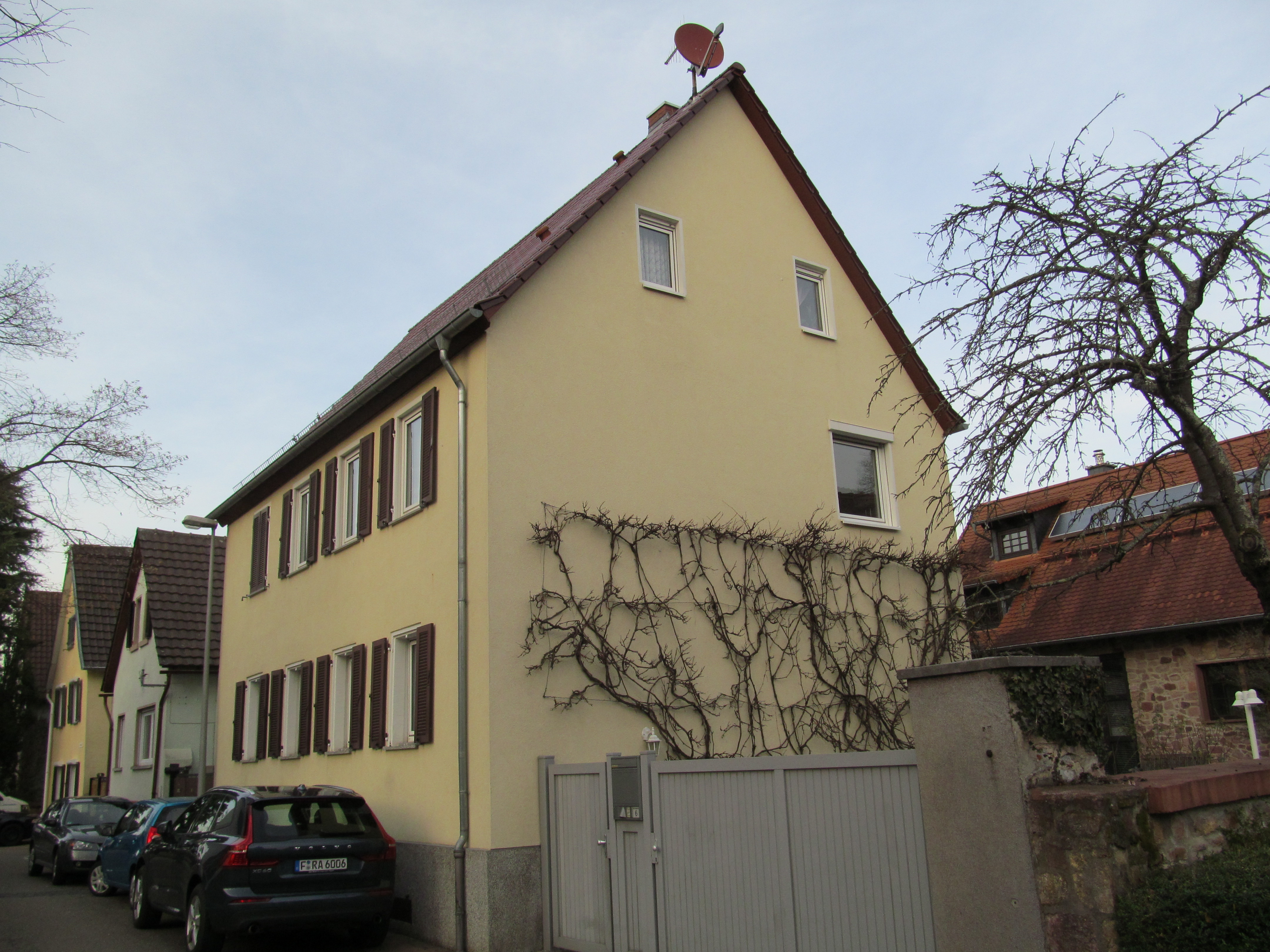
Kirchgasse 6
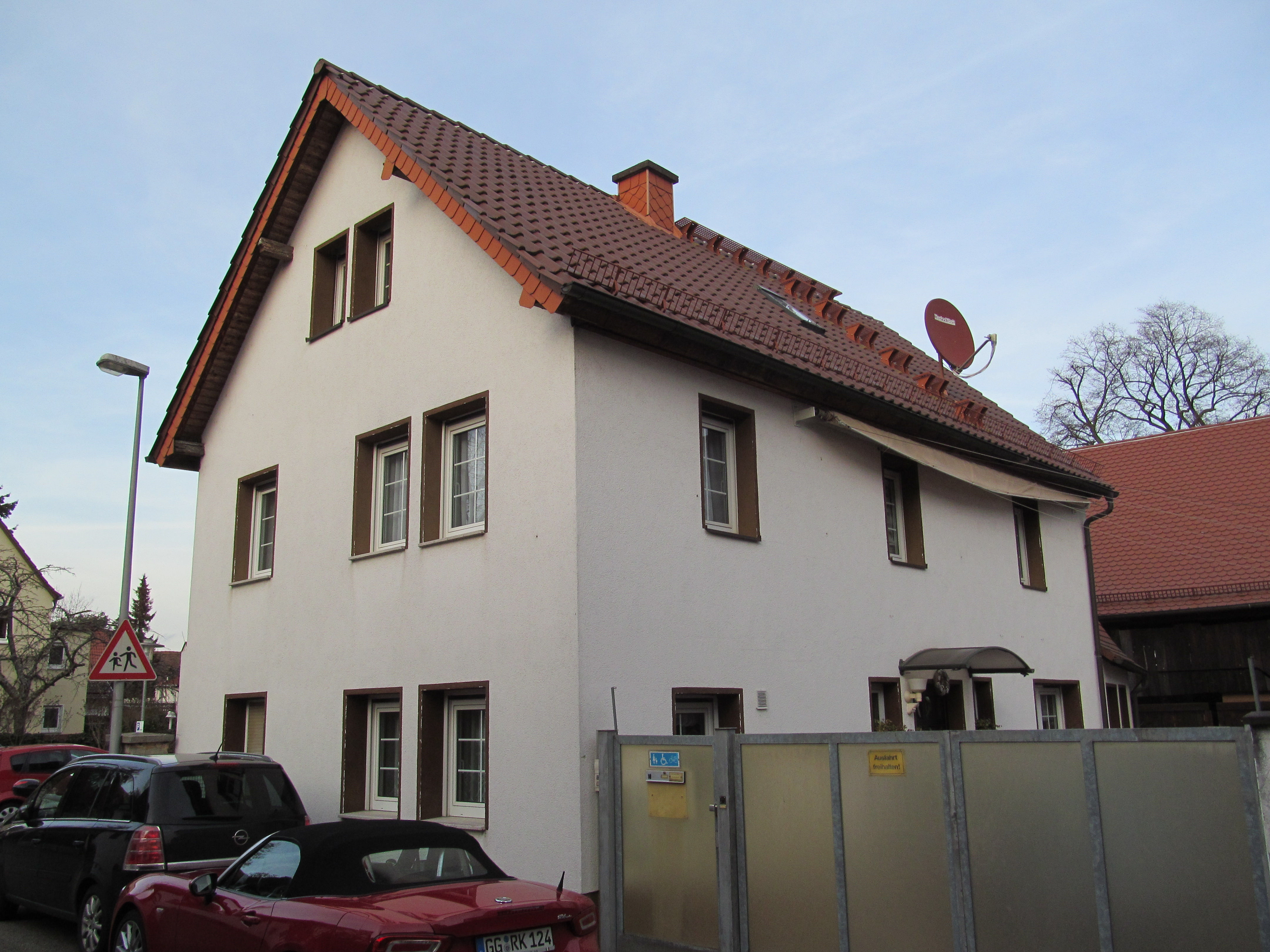
Kirchgasse 10
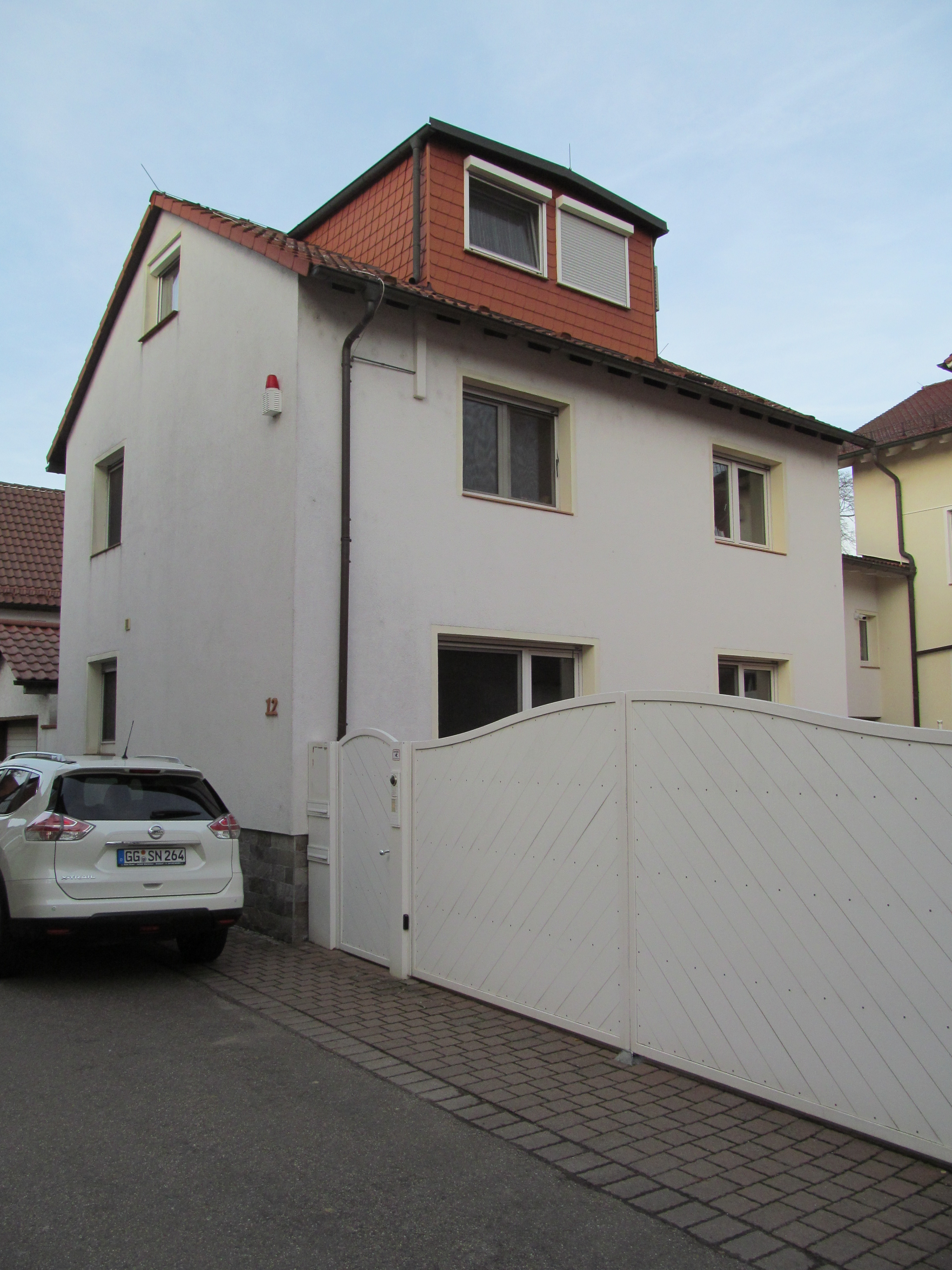
Kirchgasse 12
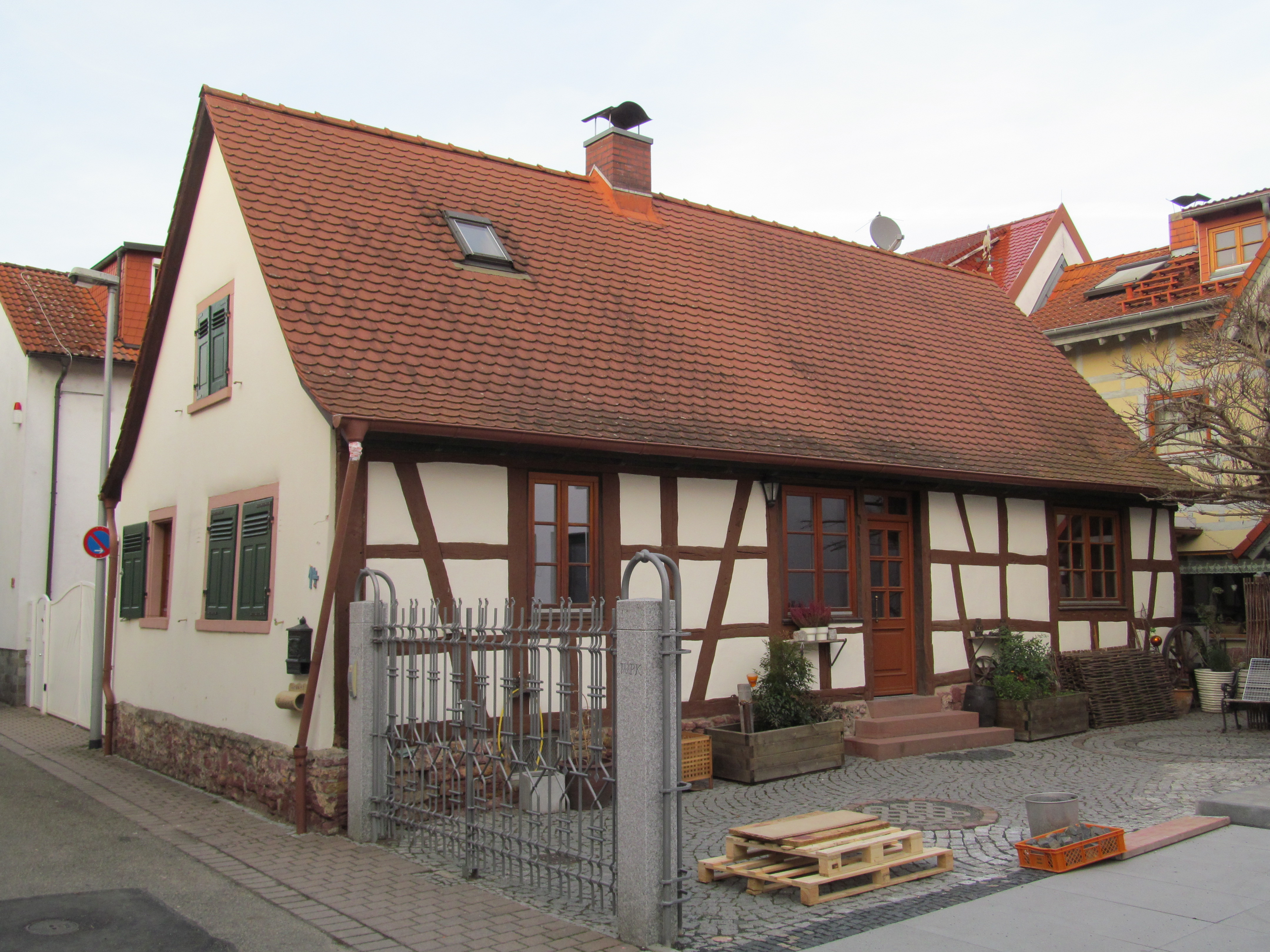
Kirchgasse 14
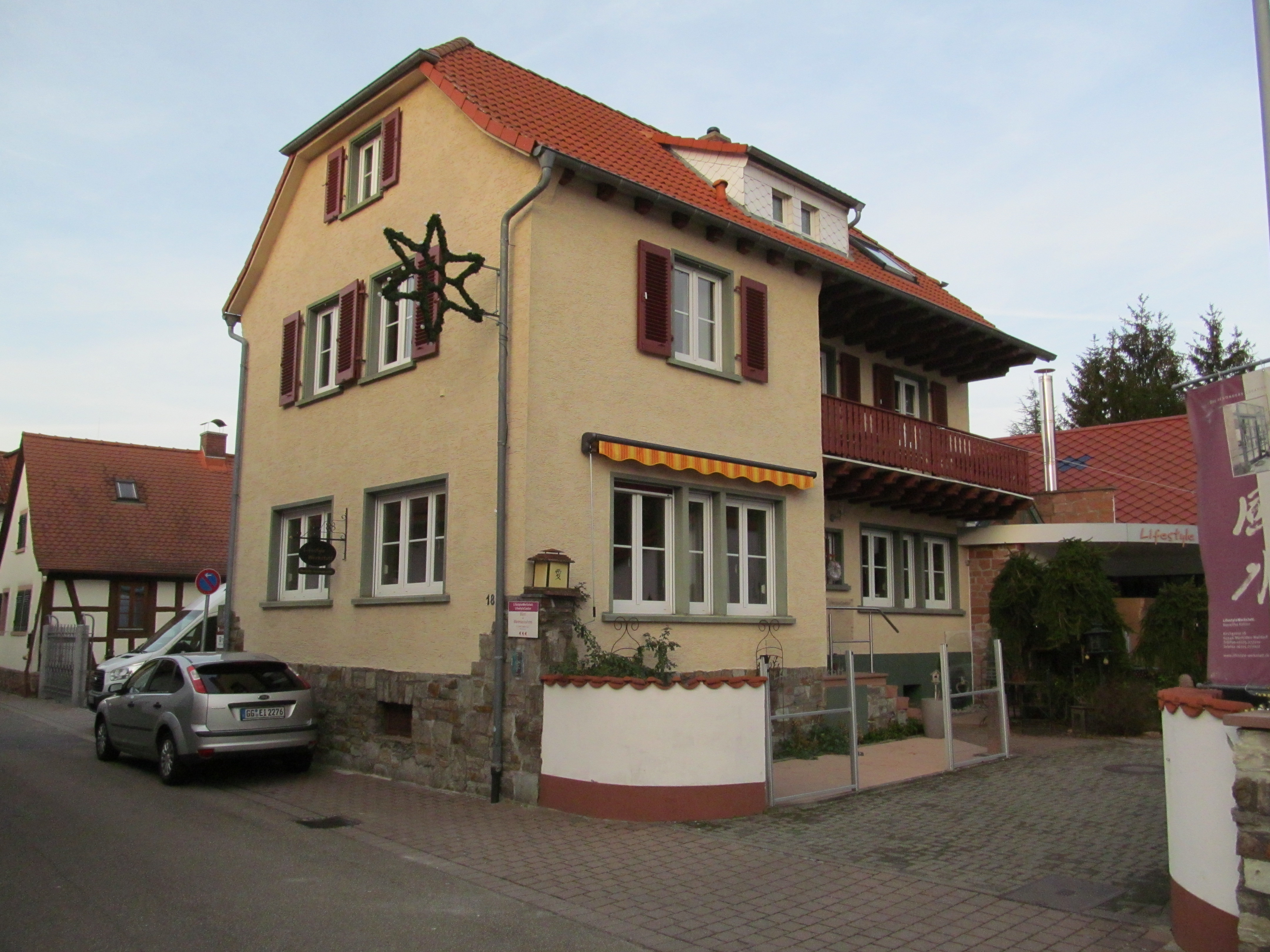
Kirchgasse 18
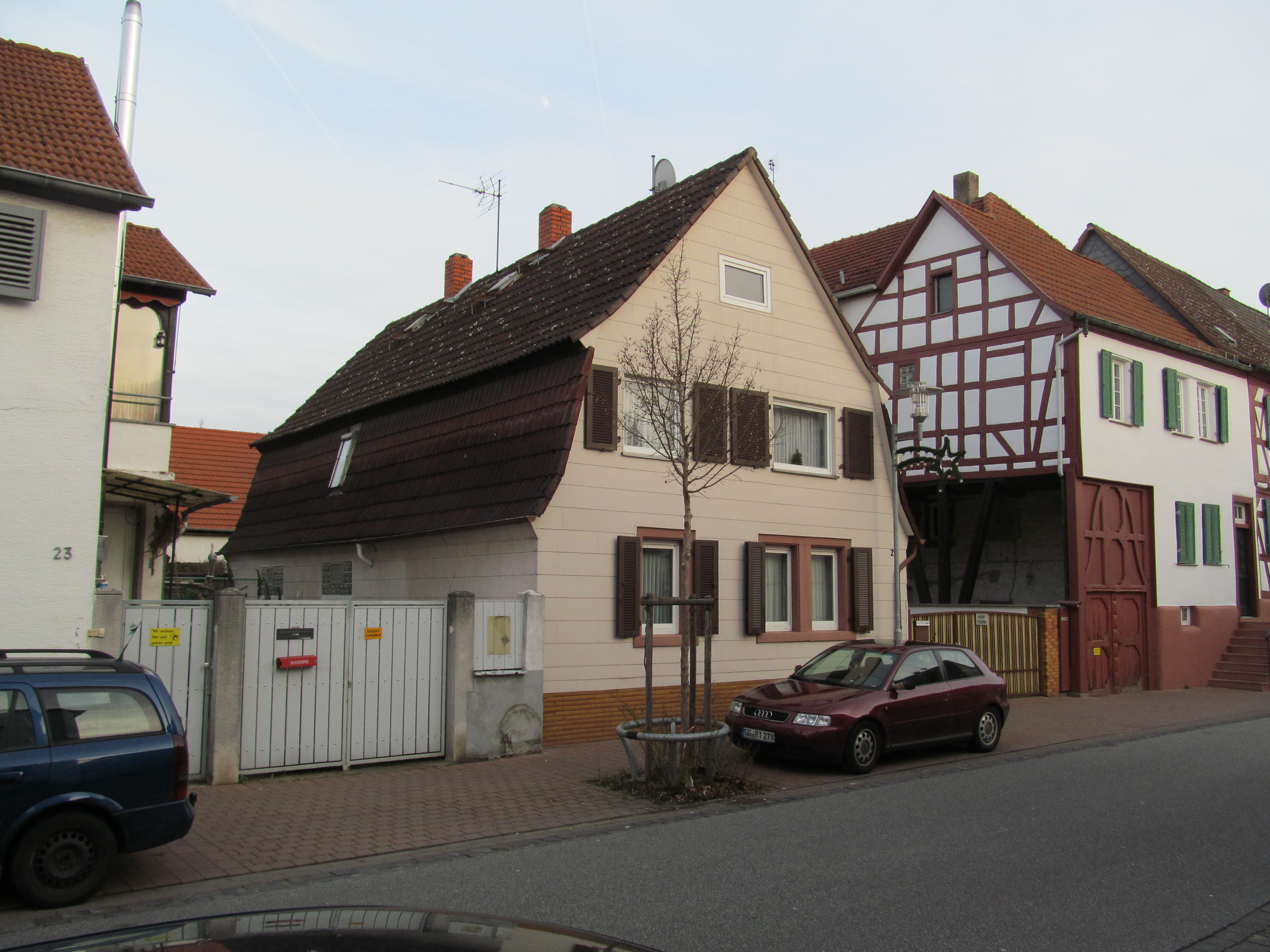
Langgasse 21
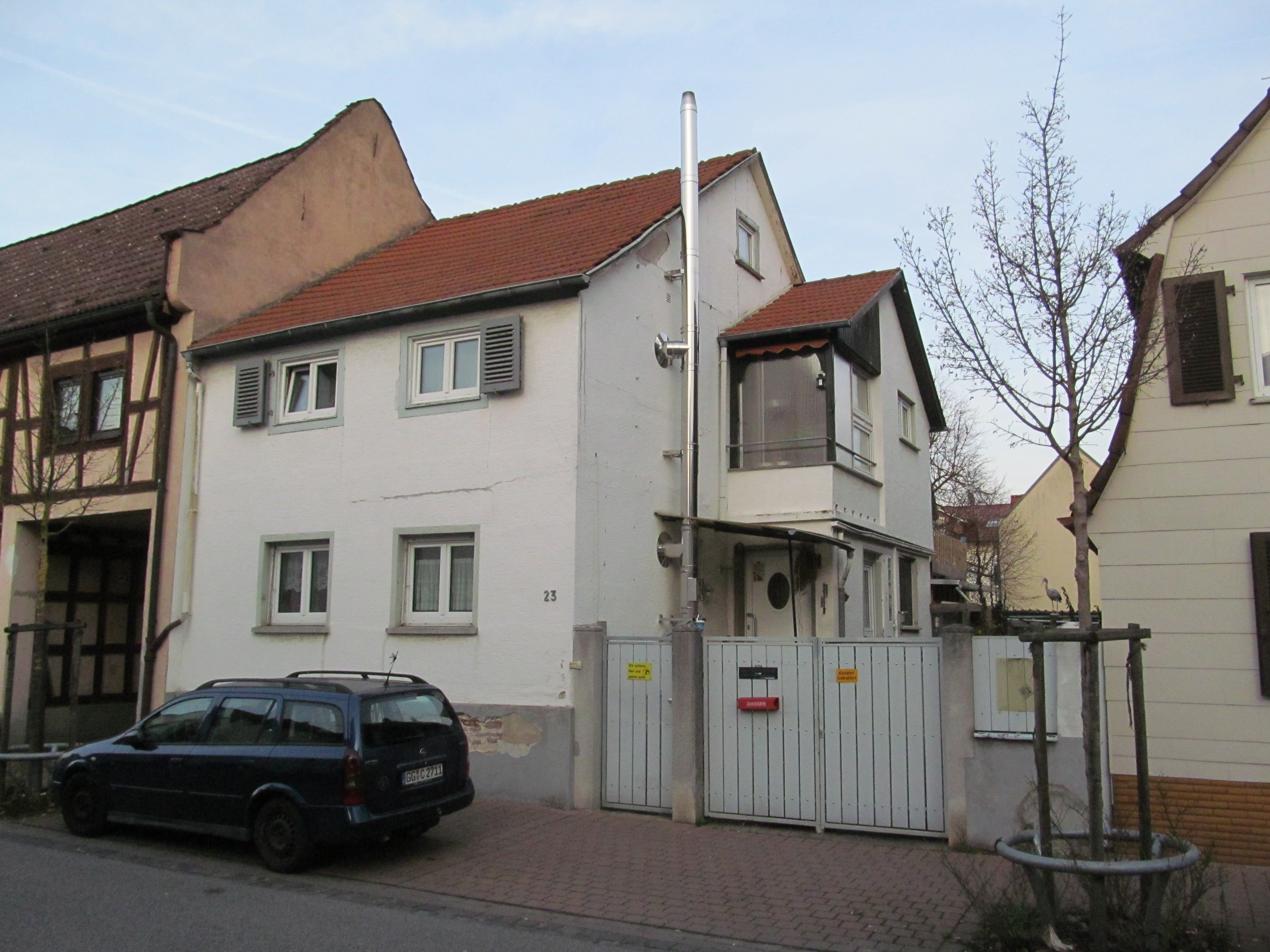
Langgasse 23
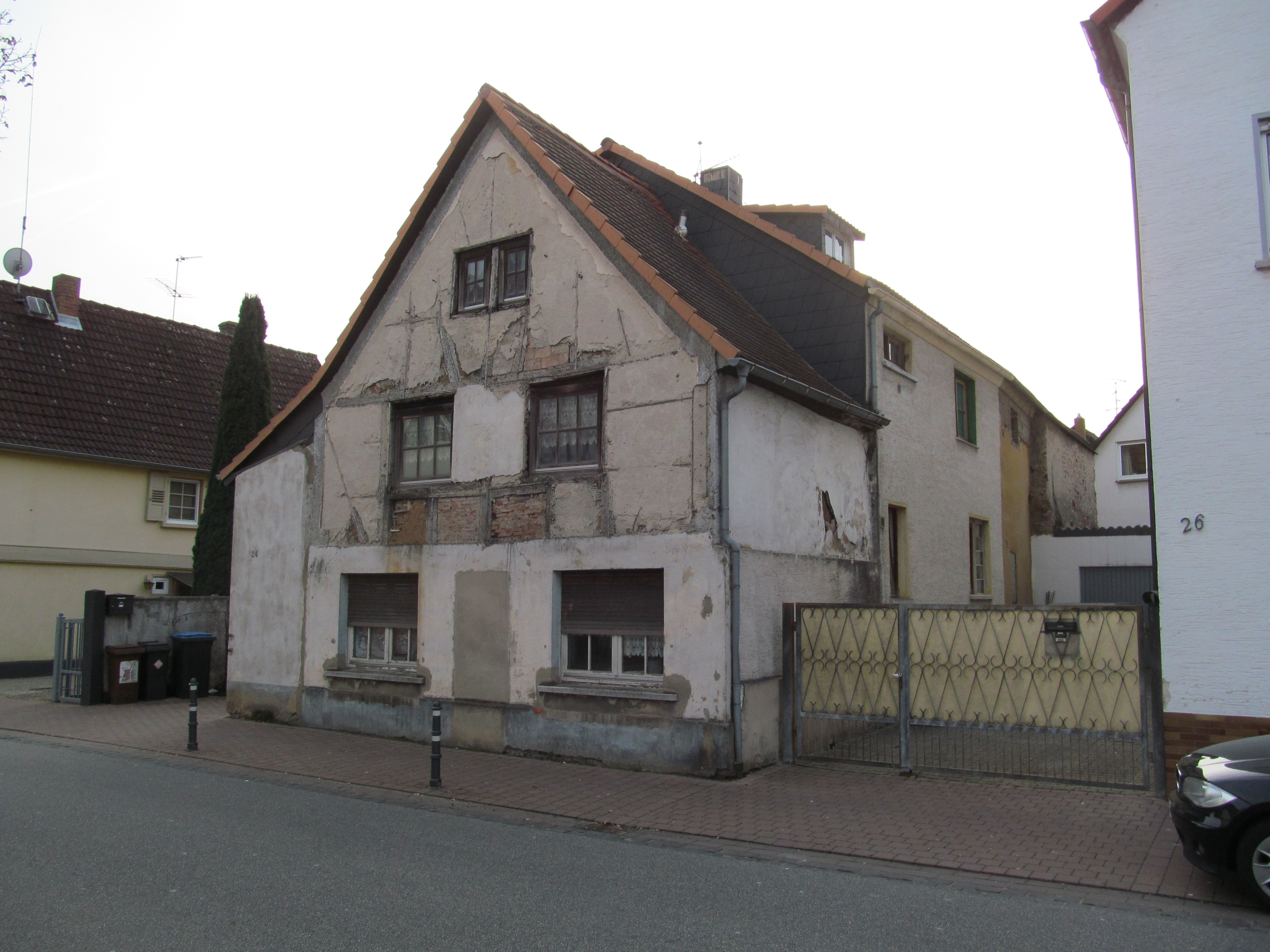
Langgasse 24
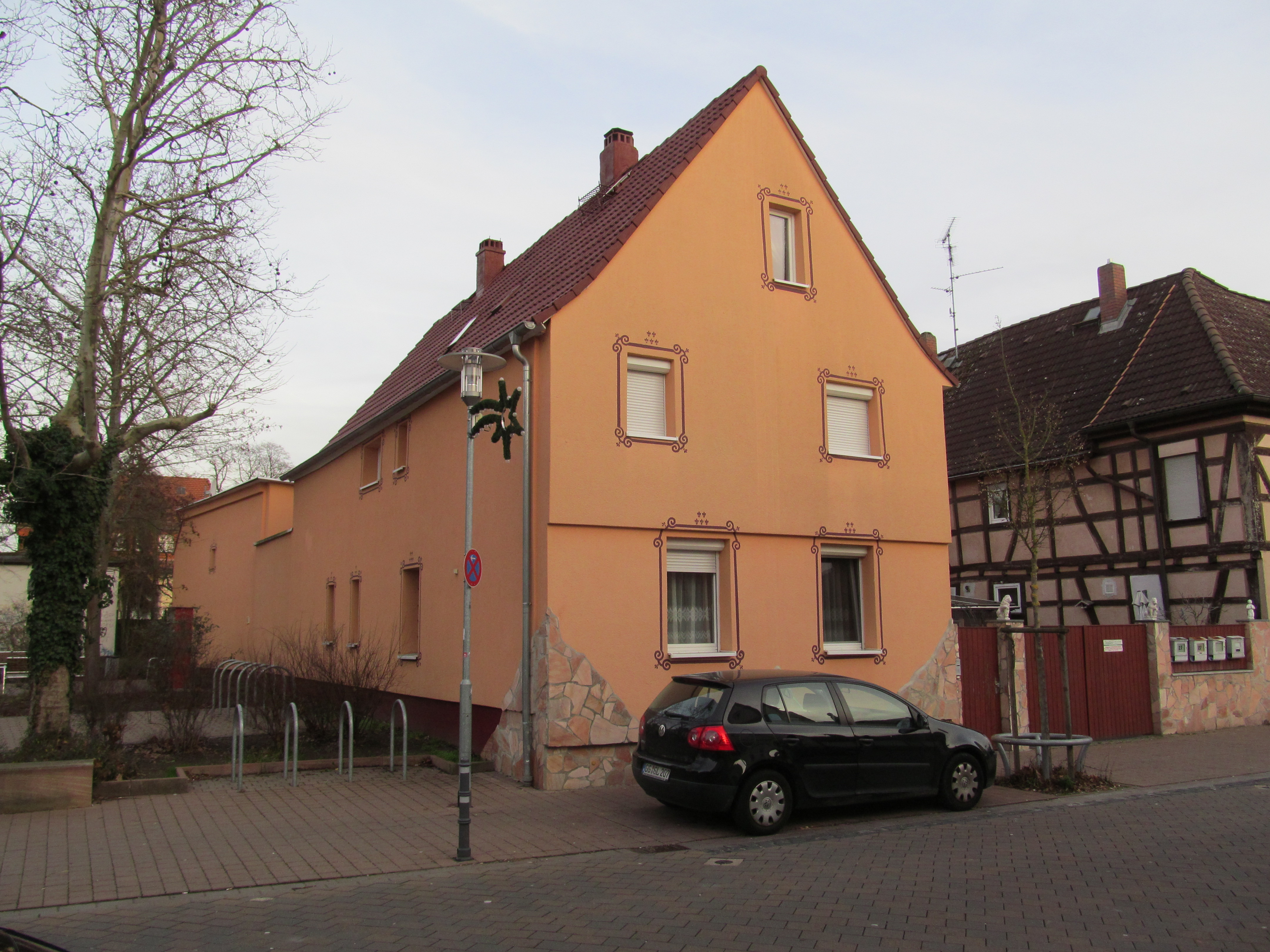
Langgasse 27
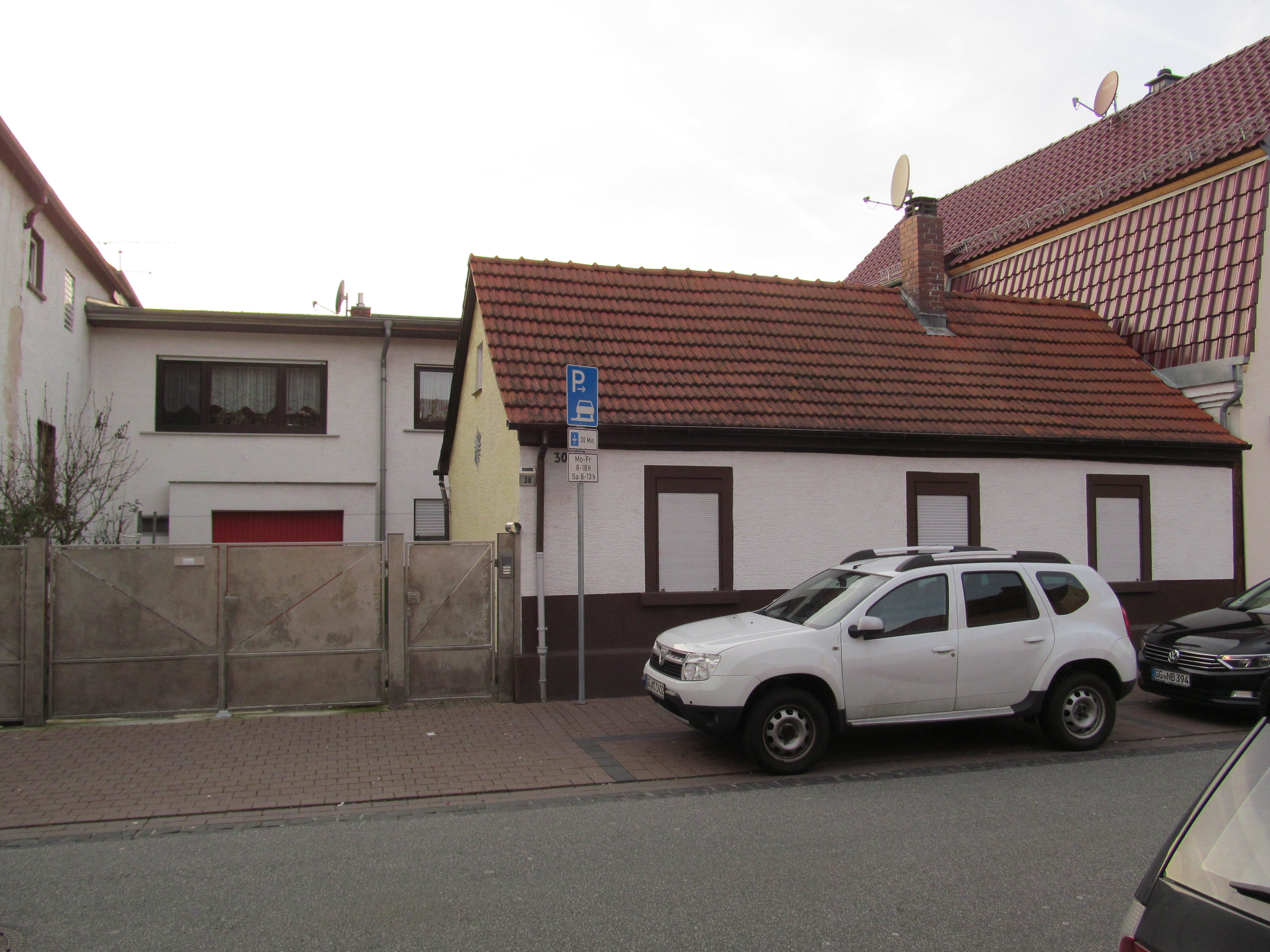
Langgasse 30
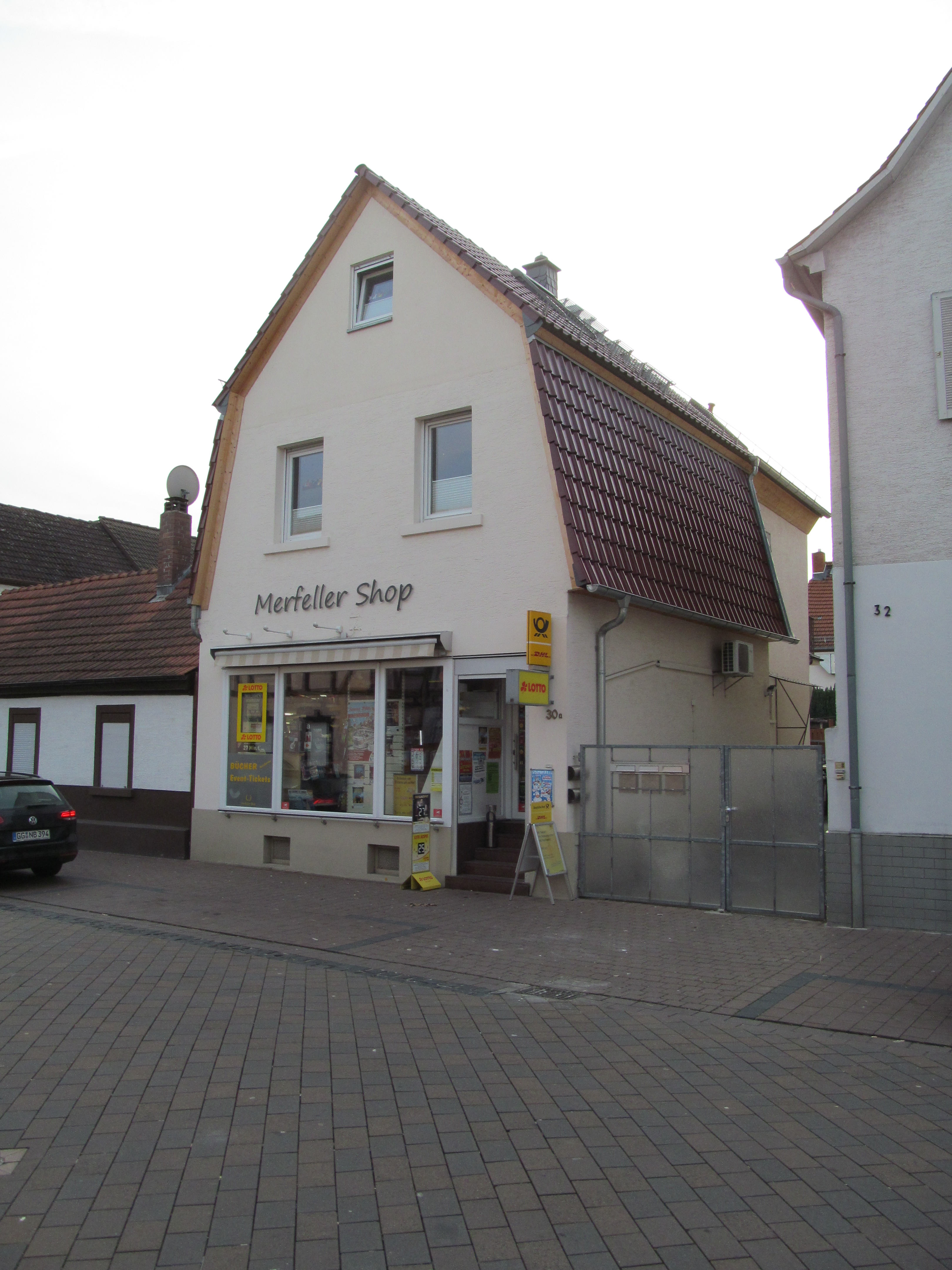
Langgasse 30a
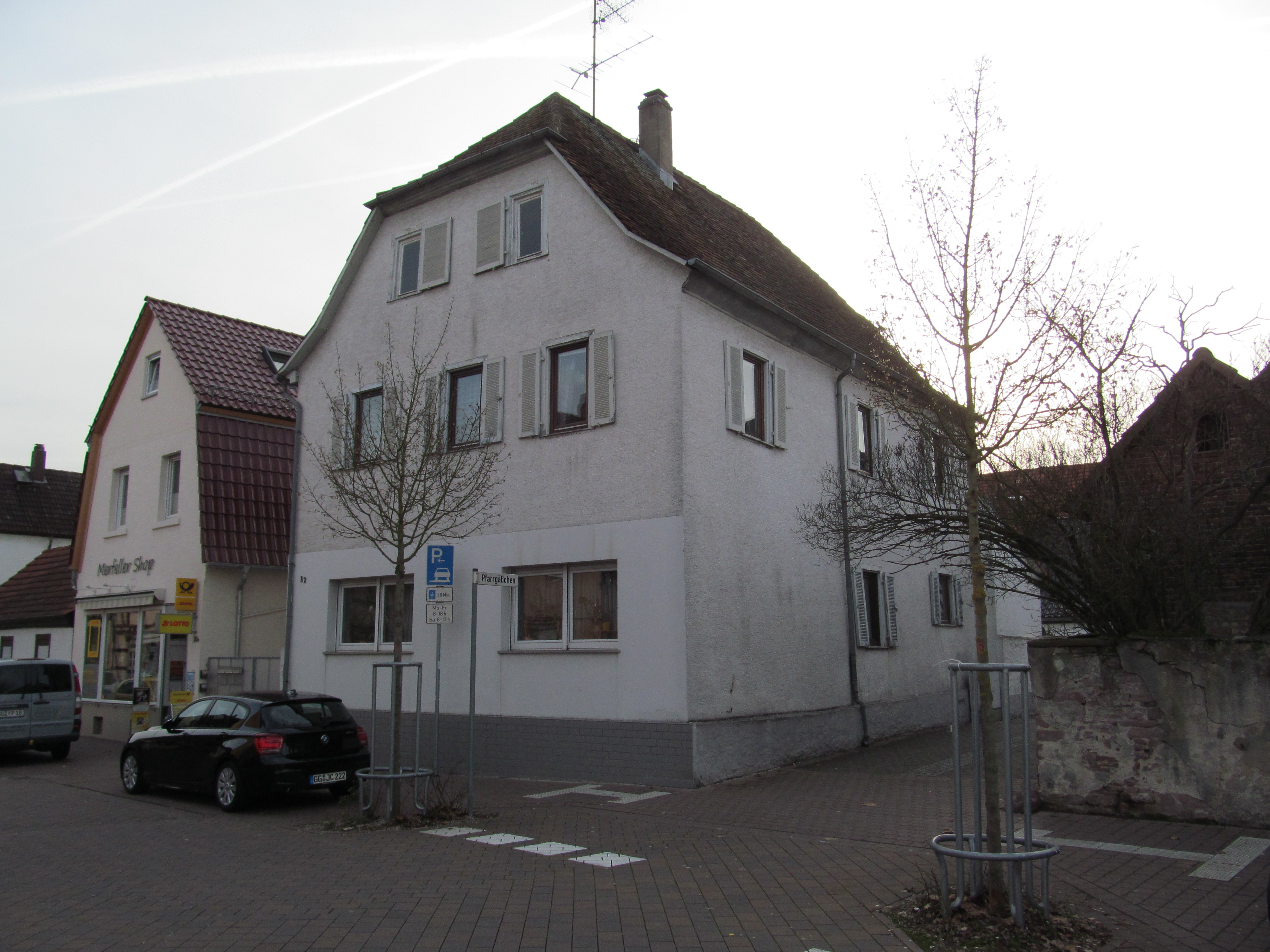
Langgasse 32
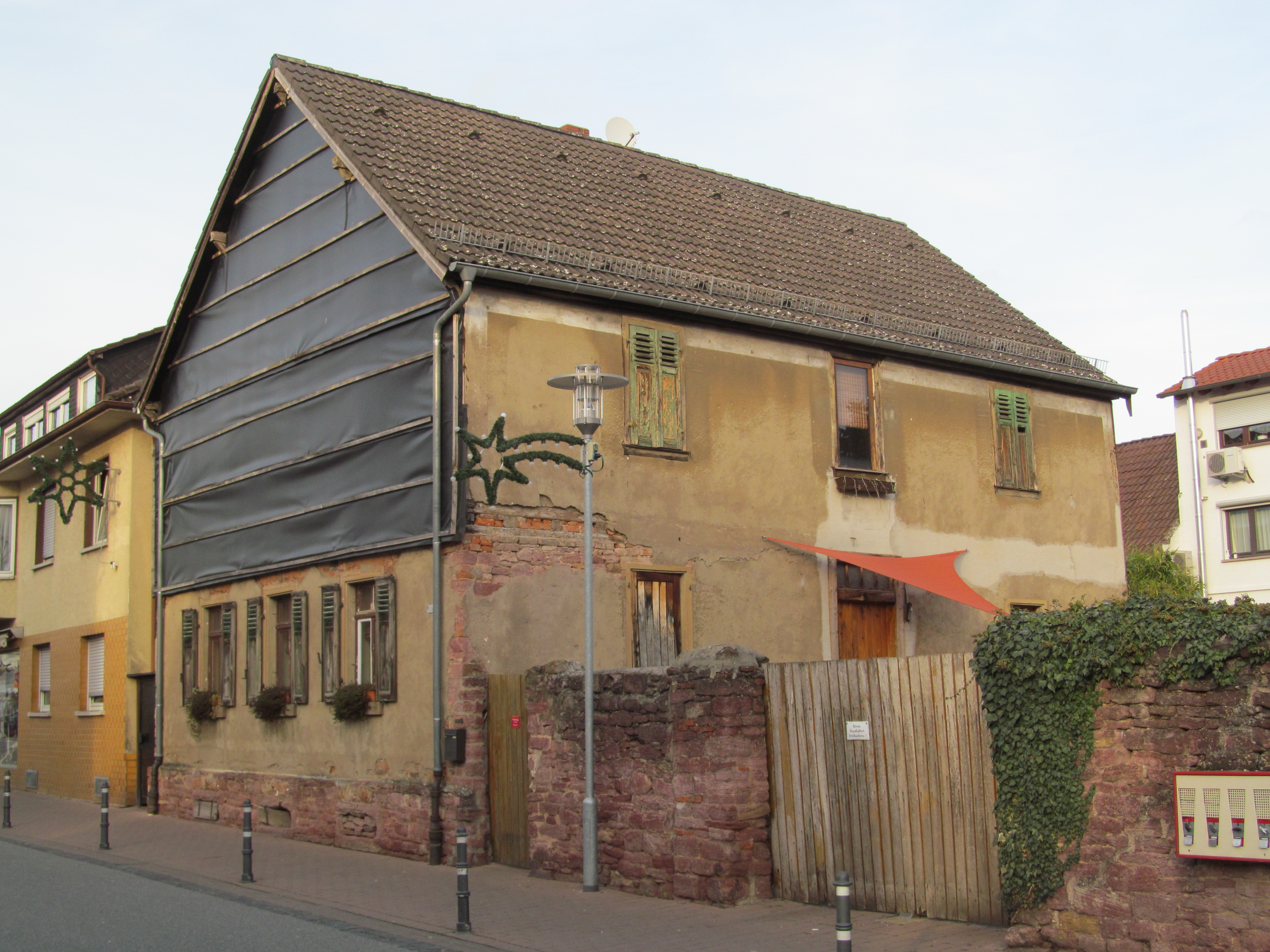
Langgasse 37
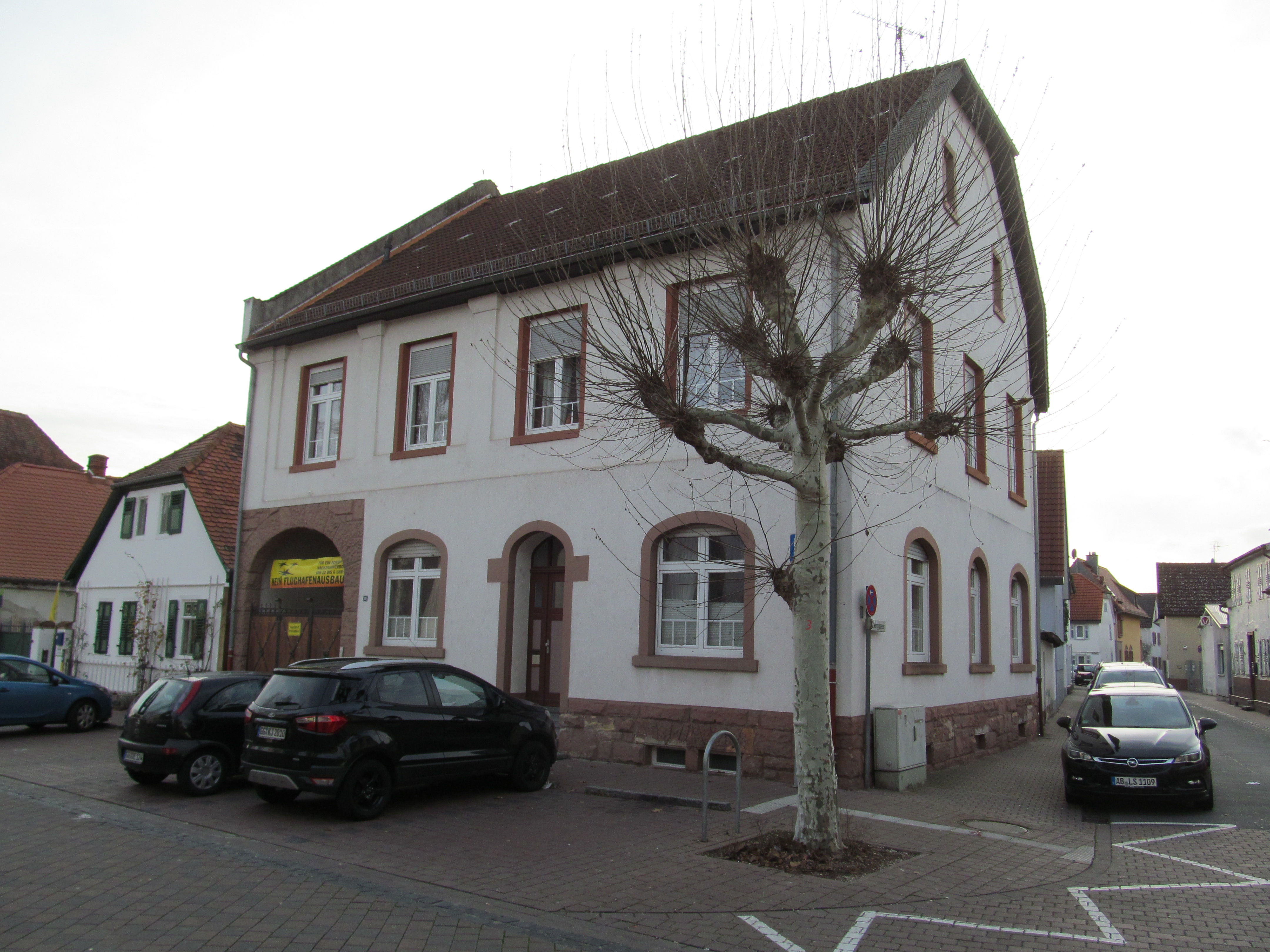
Langgasse 38
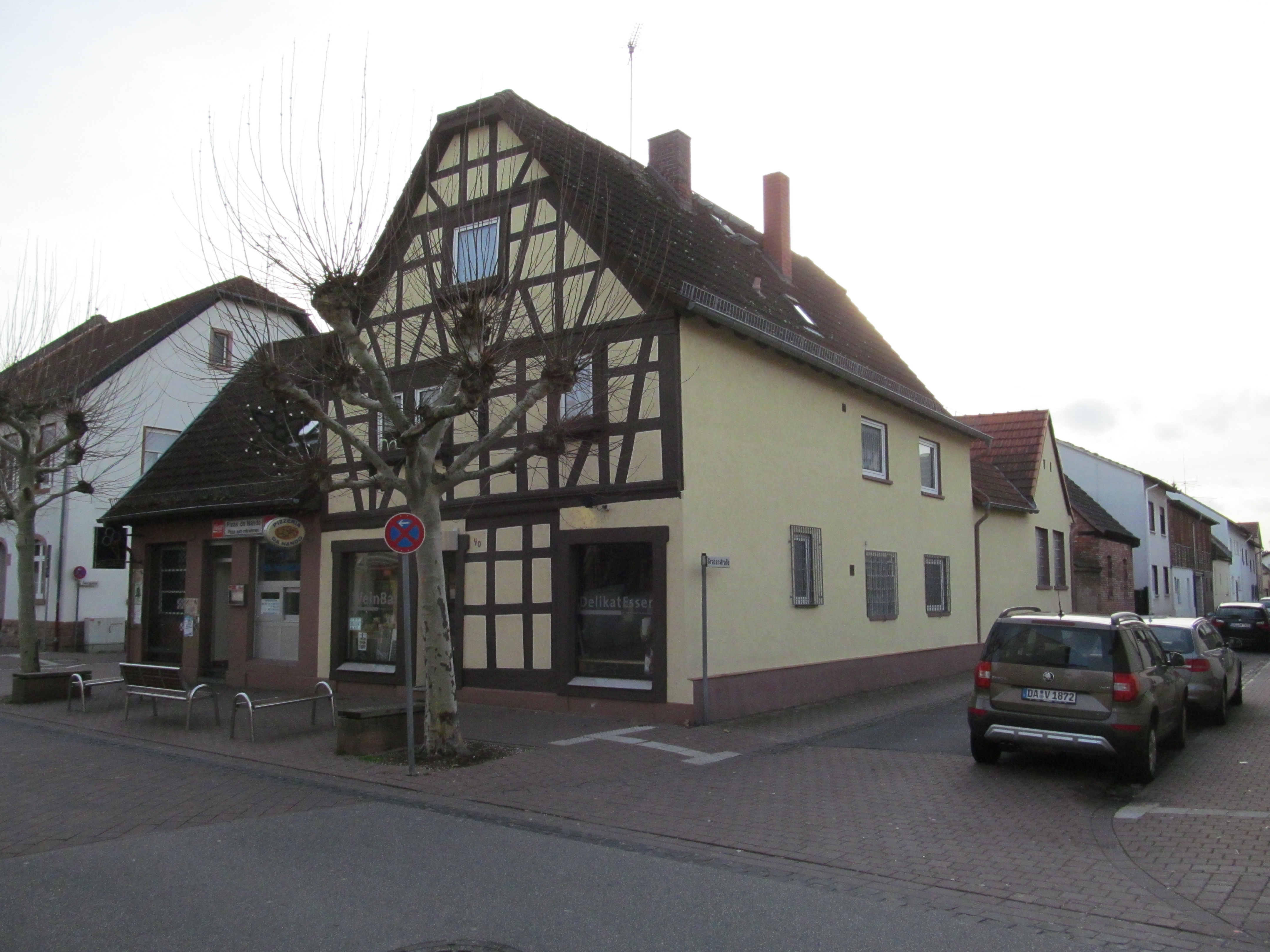
Langgasse 40
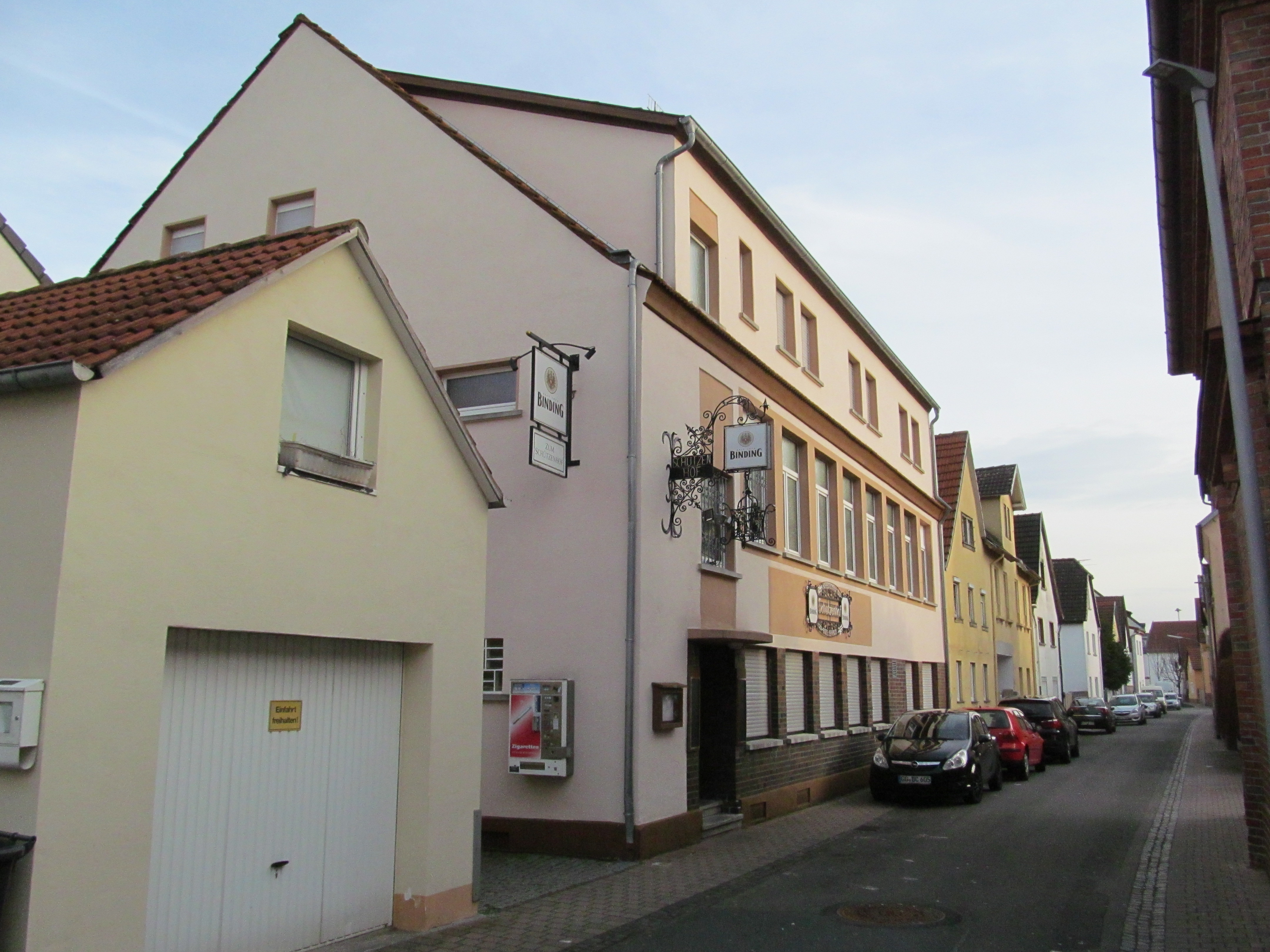
Mittelgasse 11
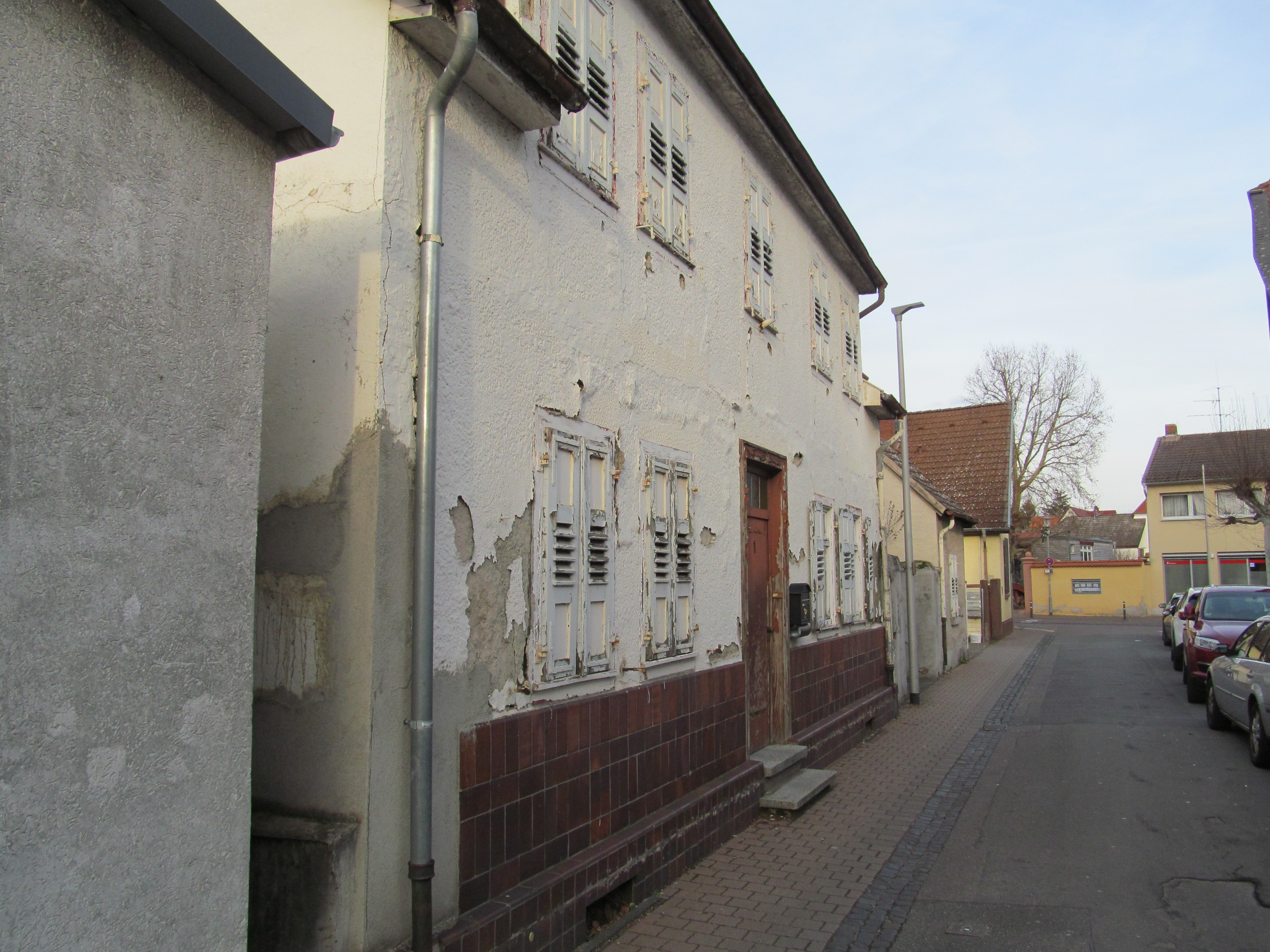
Zwerggasse 1

### Gesamtanlage Westendstraße 52 bis 58
| Bild            | Bezeichnung | Lage                              | Beschreibung                 | Bauzeit | Daten |
| --------------- | ----------- | --------------------------------- | ---------------------------- | ------- | ----- |
| Bild gesucht BW |             | Westendstraße 52, 54, 56, 58 Lage | Westendstraße 52, 54, 56, 58 |         |       |

Denkmäler der Gesamtanlage Westendstraße 52 bis 58 ohne eigenen Eintrag in der Topographie
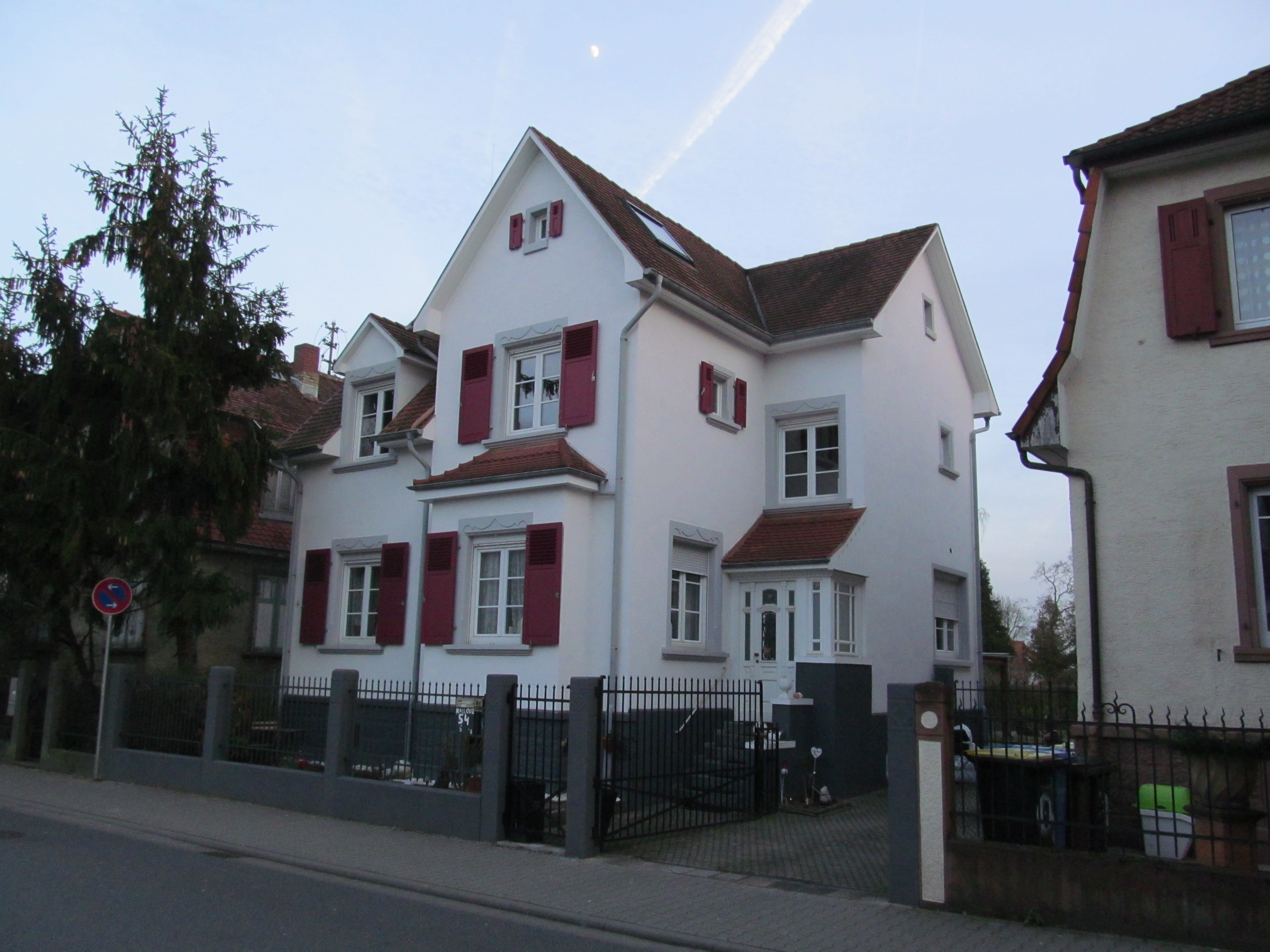
Westendstraße 54
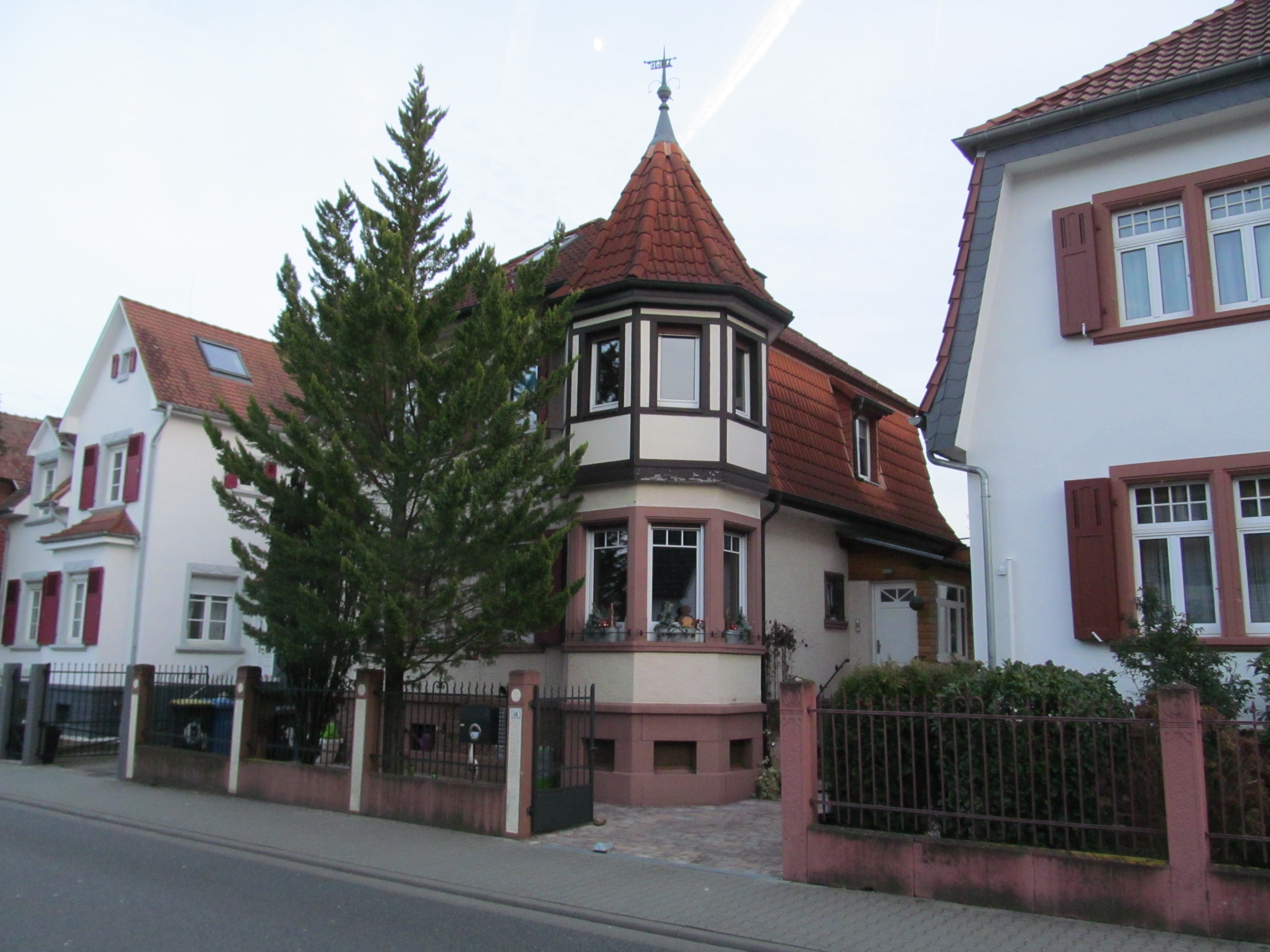
Westendstraße 56
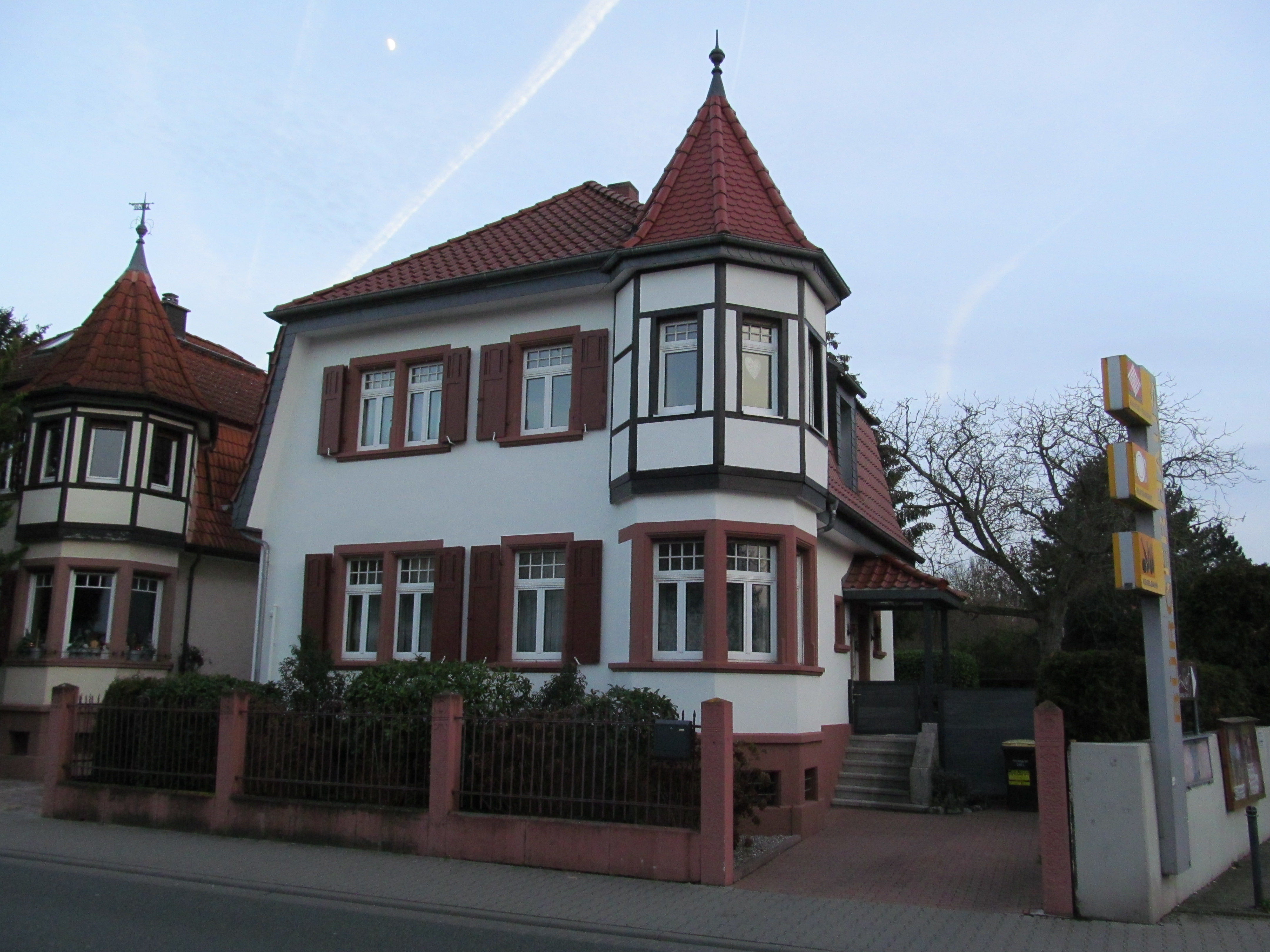
Westendstraße 58

### Einzeldenkmäler
| Bild               | Bezeichnung              | Lage                            | Beschreibung | Bauzeit                   | Daten |
| ------------------ | ------------------------ | ------------------------------- | ------------ | ------------------------- | ----- |
| weitere Bilder     | Bahnhofsgebäude          | Bahnhofstraße 38 Lage           |              |                           |       |
| weitere Bilder     | Wasserturm               | Frankfurter Straße 111/113 Lage |              |                           |       |
| weitere Bilder     |                          | Hintergasse 2 Lage              |              |                           |       |
| weitere Bilder     |                          | Hintergasse 6 Lage              |              |                           |       |
|                    |                          | Hintergasse 26 Lage             |              |                           |       |
| Bild gesucht BW    |                          | Hubertusstraße 1 Lage           |              |                           |       |
| Rathaus            | Rathaus                  | Langener Straße 4 Lage          |              |                           |       |
| weitere Bilder     |                          | Langgasse 43 Lage               |              |                           |       |
| weitere Bilder     |                          | Langgasse 44 Lage               |              |                           |       |
| weitere Bilder     |                          | Langgasse 45 Lage               |              |                           |       |
|                    |                          | Mittelgasse 14 Lage             |              |                           |       |
| Pachtmühle         | Pachtmühle               | Mönchbruch 1 Lage               | (g)          |                           |       |
|                    |                          | Mönchbruch 2 Lage               |              |                           |       |
| Stundenstein       | Kilometersäule           | Mönchbruch Lage                 |              |                           |       |
| Bild gesucht BW    | Grundbach                | Mönchbruch Lage                 |              |                           |       |
| Forstanwesen       | Forstanwesen             | Nikolauspforte 1 Lage           |              |                           |       |
| Streckenwärterhaus | Streckenwärterhaus       | Nikolauspforte 2 Lage           | (g, t)       |                           |       |
| weitere Bilder     | Albert-Schweitzer-Schule | Querstraße 4 Lage               |              | 1904–1905, erweitert 1939 |       |
|                    |                          | Schulgasse 3 Lage               |              |                           |       |
|                    |                          | Steinweg 2a Lage                |              |                           |       |
|                    |                          | Steinweg 24 Lage                |              |                           |       |
| Forsthaus          | Forsthaus                | Wiesental 1 Lage                | (g)          |                           |       |
| Bild gesucht BW    | Jagdhaus                 | Wiesental 3 Lage                |              | 1915                      |       |
| weitere Bilder     |                          | Wolfsgartenstraße 2 Lage        |              |                           |       |

## Walldorf

### Gesamtanlage Walldorf
| Bild            | Bezeichnung | Lage | Beschreibung | Bauzeit | Daten |
| --------------- | ----------- | --- | --- | ------- | ----- |
| Bild gesucht BW |             | Am Oberwald 14; Amselweg 1, 2, 3, 4, 6; Drosselweg 1, 2, 3, 4, 5, 6, 7, 8, 9, 10, 12; Fasanenweg 4, 6, 8, 10, 12; Finkenweg 1, 2, 3, 4, 5, 6, 7, 8, 9, 10; Meisenweg 1, 2, 3, 4, 5, 6, 7, 8, 9, 10 Lage | Am Oberwald 14; Amselweg 1, 2, 3, 4, 6; Drosselweg 1, 2, 3, 4, 5, 6, 7, 8, 9, 10, 12; Fasanenweg 4, 6, 8, 10, 12; Finkenweg 1, 2, 3, 4, 5, 6, 7, 8, 9, 10; Meisenweg 1, 2, 3, 4, 5, 6, 7, 8, 9, 10 |         |       |
| Bild gesucht BW |             | Amselweg 4 Lage | |         |       |
| Bild gesucht BW |             | Drosselweg 2 Lage | |         |       |
| Bild gesucht BW |             | Drosselweg 3 Lage | |         |       |
| Bild gesucht BW |             | Drosselweg 5 Lage | |         |       |
| Bild gesucht BW |             | Drosselweg 6 Lage | |         |       |
| Bild gesucht BW |             | Fasanenweg 10 Lage | |         |       |
| Bild gesucht BW |             | Finkenweg 1 Lage | |         |       |
| Bild gesucht BW |             | Finkenweg 3 Lage | |         |       |
| Bild gesucht BW |             | Finkenweg 4 Lage | |         |       |
| Bild gesucht BW |             | Finkenweg 8 Lage | |         |       |
| Bild gesucht BW |             | Finkenweg 9 Lage | |         |       |

- Denkmäler der Gesamtanlage Walldorf ohne eigenen Eintrag in der Topographie

### Einzeldenkmäler
| Bild                         | Bezeichnung                  | Lage                 | Beschreibung | Bauzeit | Daten |
| ---------------------------- | ---------------------------- | -------------------- | ------------ | ------- | ----- |
| Gaststätte Gundhof           | Gaststätte Gundhof           | Am Gundhof 2 Lage    |              |         |       |
| weitere Bilder               | Bahnhofsgebäude              | Farmstraße 5 Lage    |              | 1911    |       |
| Bild gesucht BW              | Villa                        | Farmstraße 19 Lage   | (g, s)       |         |       |
| Bild gesucht BW              |                              | Langstraße 37 Lage   |              |         |       |
| Bild gesucht BW              |                              | Langstraße 50 Lage   |              |         |       |
| weitere Bilder               | Waldenserkirche              | Langstraße 65 Lage   |              |         |       |
| Pfarrhaus                    | Pfarrhaus                    | Langstraße 67 Lage   | (g)          | 1888    |       |
| Wohn- und Gaststättengebäude | Wohn- und Gaststättengebäude | Langstraße 71 Lage   |              |         |       |
| Hofreite                     | Hofreite                     | Langstraße 96 Lage   |              | 1710    |       |
| Schulhaus                    | Schulhaus                    | Ludwigstraße 48 Lage |              | 1884    |       |